# Hemiteles bizonatus
Hemiteles bizonatus là một loài tò vò trong họ Ichneumonidae.